# Maplesville
Maplesville és una població dels Estats Units a l'estat d'Alabama. Segons el cens del 2000 tenia 672 habitants.

## Demografia
Segons el cens del 2000, Maplesville tenia 672 habitants, 268 habitatges, i 183 famílies. La densitat de població era de 79,6 habitants/km².
Dels 268 habitatges en un 32,8% hi vivien nens de menys de 18 anys, en un 52,2% hi vivien parelles casades, en un 11,9% dones solteres, i en un 31,7% no eren unitats familiars. En el 30,2% dels habitatges hi vivien persones soles el 12,7% de les quals corresponia a persones de 65 anys o més que vivien soles. El nombre mitjà de persones vivint en cada habitatge era de 2,51 i el nombre mitjà de persones que vivien en cada família era de 3,13.
Per edats la població es repartia de la següent manera: un 25,3% tenia menys de 18 anys, un 10,1% entre 18 i 24, un 26,9% entre 25 i 44, un 23,5% de 45 a 60 i un 14,1% 65 anys o més.
L'edat mediana era de 37 anys. Per cada 100 dones hi havia 95,9 homes. Per cada 100 dones de 18 o més anys hi havia 88 homes.
La renda mediana per habitatge era de 27.500 $ i la renda mediana per família de 36.250 $. Els homes tenien una renda mediana de 31.042 $ mentre que les dones 22.361 $. La renda per capita de la població era de 12.777 $. Aproximadament el 12,6% de les famílies i el 20,1% de la població estaven per davall del llindar de pobresa.

## Poblacions properes
El següent diagrama mostra les poblacions més properes.